# Amy Bauernschmidt
Amy N. Bauernschmidt (Milwaukee, 1972) è una militare statunitense, con il grado di capitano di vascello della United States Navy.
Nel 1994 ha ottenuto un Bachelor of Science in ingegneria presso l'Accademia Navale di Annapolis. Dopo aver completato la scuola di volo, nel 1996 ha ottenuto il brevetto di "naval aviator". In seguito ha conseguito un Master of Arts in Sicurezza nazionale e Studi strategici presso il Naval War College.
Dal 21 agosto 2021 è comandante della portaerei nucleare USS Abraham Lincoln, prima donna ad ottenere tale incarico. Il 3 gennaio 2022 la portaerei Abraham Lincoln è partita dalla base navale di San Diego per una missione nel Pacifico.